# Базковский
Базковский — хутор в Верхнедонском районе Ростовской области.
Входит в состав Солонцовского сельского поселения.

## Население
| 1989 | 2002 | 2010 |
| ---- | ---- | ---- |
| 255  | ↘233 | ↘222 |

## Улицы
На хуторе имеется одна улица: Базковская.

## Археология
Территория Ростовской области была заселена ещё в эпоху неолита. Люди, живущие на древних стоянках и поселениях у рек, занимались в основном собирательством и рыболовством. Степь для скотоводов всех времён была бескрайним пастбищем для домашнего рогатого скота. От тех времен осталось множество курганов с захоронениями жителей этих мест. Курганы и курганные группы находятся на государственной охране.
Поблизости от территории хутора Базковского Верхнедонского района расположено несколько достопримечательностей — памятников археологии. Они охраняются в соответствии с Федеральным законом от 25.06.2002 № 73-ФЗ «Об объектах культурного наследия (памятниках истории и культуры) народов Российской Федерации», Областным законом от 22.10.2004 № 178-ЗС «Об объектах культурного наследия (памятниках истории и культуры) в Ростовской области», Постановлением Главы администрации РО от 21.02.97 № 51 о принятии на государственную охрану памятников истории и культуры Ростовской области и мерах по их охране и др.
- Курганная группа «Медведевский Лог I» (4 кургана). Находится на расстоянии около 7,5 км к северу от хутора.
- Курганная группа «Текучка» (2 кургана). Находится на расстоянии около 7,8 км к северо-востоку от хутора.
- Курганная группа «Бараненок» (8 курганов). Находится на расстоянии около 7,2 км к северо-востоку от хутора.
- Курганная группа «Сухояровка I» (7 курганов). Находится на расстоянии около 6,7 км к северо-востоку от хутора.
- Курганная группа «Сухояровка II» (2 кургана). Находится на расстоянии около 6,0 км к северо-востоку от хутора.
- Курган «Медведевский Лог III». Находится на расстоянии около 4,2 км к северу от хутора[5].